# Kommunikationsreihe
Eine Kommunikationsreihe ist eine zeitliche Folge von bestimmten Kommunikationseinheiten, welche zwischen den Kommunikationspartnern einer Gruppe im Verlauf ihrer Kommunikation sozialkohärent kommuniziert werden. Wenn es sich bei den Kommunikationseinheiten um „Kommunikate“, also um Monologe, Dialoge und/oder Dialogdarbietungen handelt, liegt eine Kommunikatreihe vor. Wenn es sich bei den Kommunikationseinheiten um „Kommunikatsegmente“, also um Teile von Kommunikaten, handelt, liegt eine Kommunikatsegmentreihe vor. Die Typologie der Kommunikationsreihen ist Gegenstand der Reihentheorie.

## Elemente der Kommunikatreihe
Kommunikate als Elemente der Kommunikatreihe sind ganzheitliche Formulierungen, die je Kommunikationssituation abgeschlossen sind. Kommunikate vom Typ Monolog sind Textkommunikate (als kommunizierte Texte) und Extemporemonologe. Kommunikate vom Typ Dialog sind Gespräche und Programmdialoge (als Dialoge zwischen einem Nutzer und einem Programm). Kommunikate vom Typ Dialogdarbietung sind Darbietungen von Gesprächen und Darbietungen von Programmdialogen.
Eine Kommunikatreihe erster Stufe (s. u.) kann aus Monologen, Dialogen und/oder Dialogdarbietungen als unmittelbaren Elementen bestehen. Ein Beispiel für eine aus monologischen Kommunikaten bestehende Kommunikatreihe erster Stufe ist die Folge von Briefen eines Briefwechsels mit den Briefen als Kommunikaten. Ein Beispiel für eine aus dialogischen Kommunikaten bestehende Kommunikatreihe erster Stufe ist die Folge von Gesprächen einer Gesprächsrunde mit den Gesprächen als Kommunikaten. Ein Beispiel für eine aus dialogdarbietenden Kommunikaten bestehende Kommunikatreihe erster Stufe ist die Folge von Talkshows eines Senders mit den Darbietungen der Gespräche (talks) an das Senderpublikum als Kommunikaten. Ein Beispiel für eine bezüglich der Kommunikationsrichtungen gemischte Kommunikatreihe erster Stufe ist eine Kommunikationspartnerschaft, in der sowohl Mails als auch Gespräche kommuniziert werden.
Die Elemente der Kommunikate sind Sprechakte. Die Sprechakte werden realisiert durch syntaktische Einheiten.

## Die Elemente der Kommunikatsegmentreihe
Kommunikatsegmente als Elemente der Kommunikatsegmentreihe sind Teile von Kommunikaten (Wort, Wendung, Sprechakt, Abschnitt), die intertextuell miteinander in Beziehung stehen.

## Die Gruppentypen der Kommunikationsreihe
Eine in sich ungeteilte Kommunikationsgruppe ist eine Basisgruppe oder Gruppe erster Stufe. Deren Kommunikation als eine Folge von Kommunikaten ergibt eine Kommunikatreihe erster Stufe, im Fall einer Gesprächsgruppe etwa eine Basisreihe von Gesprächen. Fügen sich Basisgruppen zu einer übergeordneten Gesamtgruppe zusammen, etwa zu einer übergeordneten Verwaltungseinheit, ergibt sich eine Gruppe zweiter Stufe und analog eine Kommunikatreihe zweiter Stufe mit Basisreihen als erster Stufe und der Reihe dieser Basisreihen als Reihe zweiter Stufe. Die Kommunikate sind bezüglich der Basisreihe unmittelbare Elemente der Basisreihe und bezüglich der Kommunikatreihe zweiter Stufe mittelbare Elemente dieser Reihe. Zu unterscheiden sind basisgruppeninterne und basisgruppenübergreifende Kommunikatreihen.
Gruppen und Reihen höherer Stufen bis hin zu sehr großen, nach Millionen zu zählenden Gruppen ergeben sich analog.